# Deux Chevaux (peinture)
Pour les articles homonymes, voir Deux chevaux.
Deux Chevaux (chinois traditionnel : 二馬圖 ; chinois simplifié : 二马图 ; pinyin : èrmǎ tú) est une peinture de chevaux à l'encre de Chine sur soie, réalisée par l'artiste Chinois Ren Renfa (1254-1327), dont elle est le chef-d'œuvre. Peinture métaphorique, elle fait référence au contexte politique et à l'arrivée de la dynastie Yuan, d'origine mongole, en remplacement de la dynastie Song, en Chine. Elle est conservée au musée du Palais à Pékin.

## Contexte
Cette peinture est aussi connue sous le nom de Cheval gras et cheval étique.

## Description
Deux chevaux est réalisée à l'encre et sur un rouleau horizontal de soie, dont les dimensions sont de 28,8 × 142,7 cm.

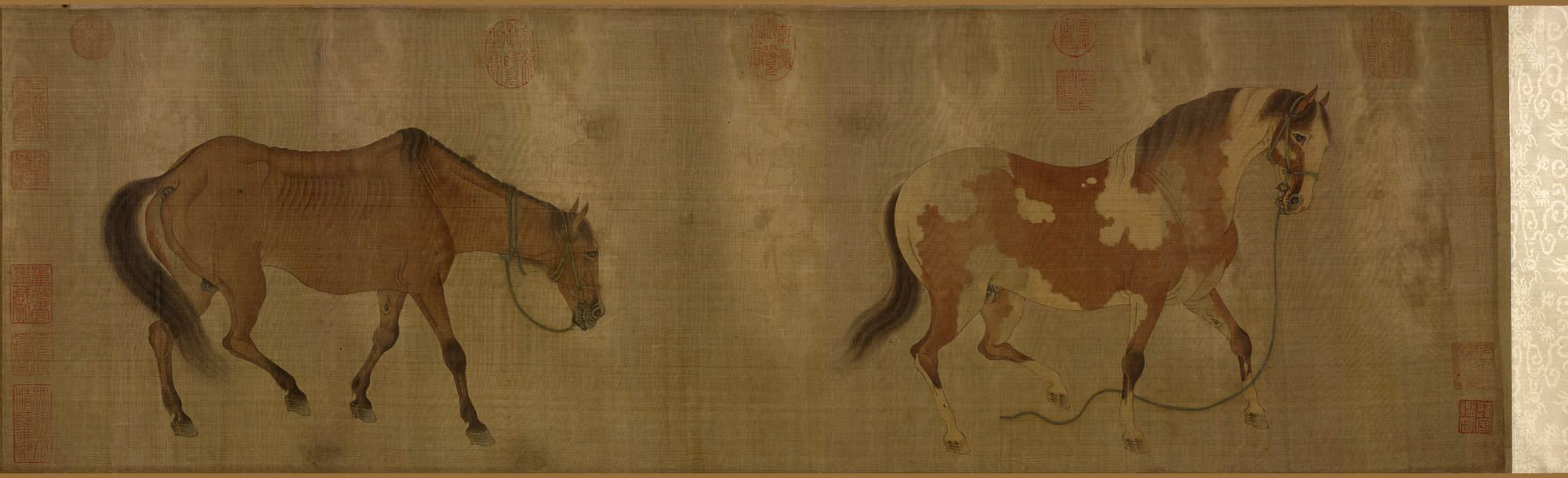
Le rouleau en entier

Elle représente deux chevaux, l'un gras, l'autre maigre. Dans le sens de lecture chinois, le rouleau dévoile ces deux chevaux avançant vers le spectateur. Le premier cheval est un étalon pie bien gras, portant une bride dont les rênes traînent au sol, tenant la tête haute avec les oreilles pointées vers l'avant, lui donnant une allure d'ensemble décidée. L'autre cheval est un animal bai-brun très maigre, tenant sa tête bridée basse, dont les rênes sont attachées à l'encolure. 
Une inscription métaphorique dévoile le sens de l'ensemble : « l'embonpoint ou la maigreur du lettré fonctionnaire dépendent de sa perversion ou de son honnêteté : s'il maigrit alors que le pays s'enrichit, il est honnête ; s'il s'engraisse alors que le pays s'appauvrit, il est malhonnête et mérite l'opprobre ».

## Analyse

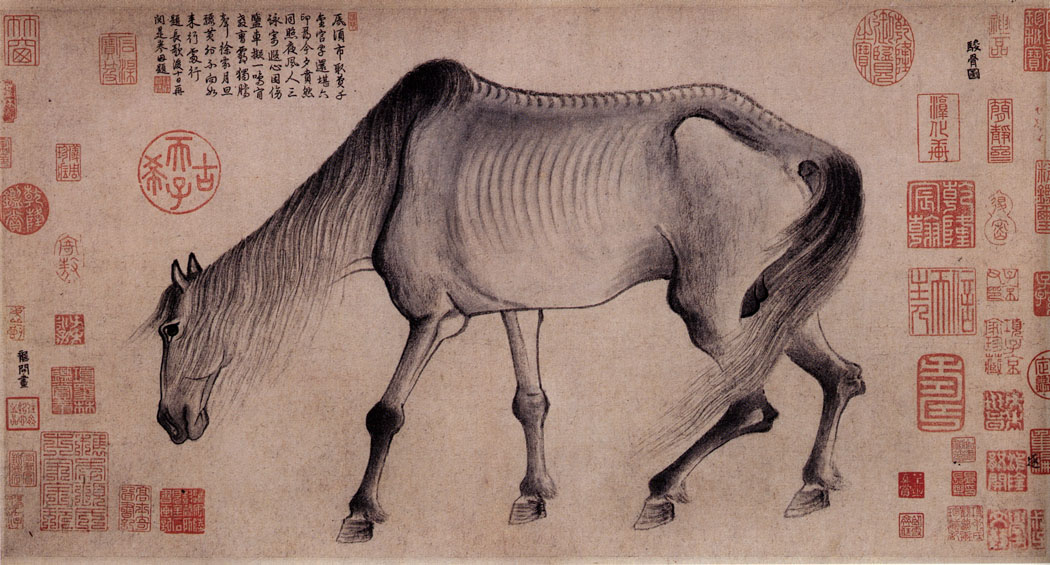
Cheval maigre de Gong Kai, peinture inspirée par le même contexte politique que Deux chevaux

D'après la sinologue (CNRS) Yolaine Escande, les chevaux de cette peinture ne sont pas des portraits, car ils ne servent que de métaphore à des qualités humaines. Les rênes pendantes du cheval gras figurent le fonctionnaire malhonnête et les Mongols au pouvoir, symbolisant la difficulté qu'a le pouvoir chinois à les contrôler. Les rênes du cheval figurant le lettré honnête signifient qu'il peut être maîtrisé, mais a perdu son maître nourricier, à savoir la dynastie Song.

## Parcours de la peinture
Cette peinture est désormais considérée comme le chef-d'œuvre de Ren Renfa, et comme l'une des plus belles peintures de la dynastie Yuan. Elle est conservée au Musée du Palais à Pékin.